# Czynnik V Leiden
Czynnik V Leiden – zmutowany ludzki czynnik V układu krzepnięcia, będący jedną z głównych wrodzonych przyczyn zwiększonego ryzyka zmian zakrzepowo-zatorowych w organizmie. Nazwa pochodzi od miasta Leiden w Holandii, gdzie został w 1994 roku po raz pierwszy zidentyfikowany przez prof. R. Bertina i współpracowników.

## Epidemiologia
Częstość występowania w populacji zmutowanego czynnika V oceniana jest na około 16,3% (w Polsce stwierdzono go u ok. 5% populacji). Występuje u około 20% pacjentów z zakrzepicą żył głębokich przed 45. rokiem życia. Jest najczęstszą przyczyną dziedzicznej trombofilii.

## Genetyka
Mutacja czynnika V polega na zastąpieniu argininy przez glutaminę w pozycji 506 łańcucha ciężkiego. Mutacja jest dziedziczona autosomalnie dominująco.

## Patofizjologia
Zmutowany czynnik V w chwili aktywacji przez trombinę staje się niewrażliwy na proteolityczne działanie białka C upośledzając w ten sposób hemostazę i powodując zwiększenie ryzyka powstania zmian zakrzepowo-zatorowych w organizmie.